# Monture équatoriale

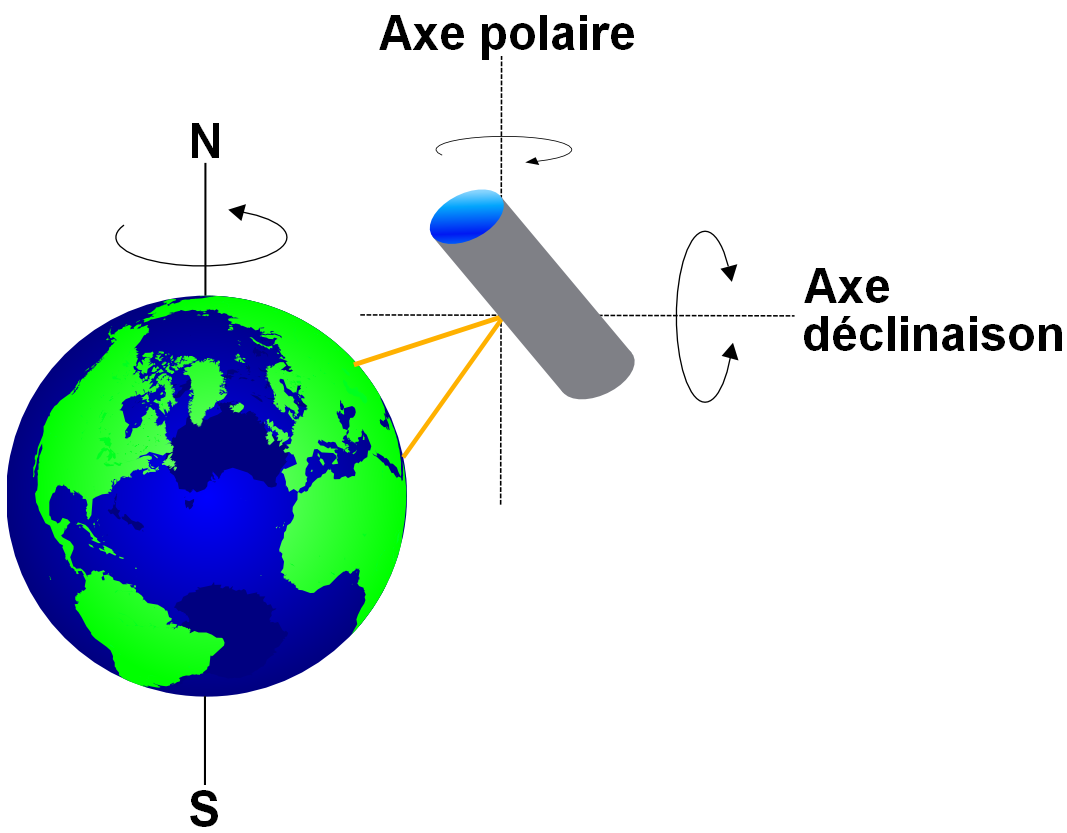
Schéma de principe.

Une monture équatoriale est un dispositif comportant un axe de rotation parallèle à l'axe de rotation terrestre. Elle permet de suivre facilement un astre lors de son parcours dans la voûte céleste.
La monture supporte généralement un instrument d'observation astronomique, tel qu'un télescope ou une lunette.
Elle fut perfectionnée en 1774 par Jesse Ramsden.

## Principe
Les étoiles, comme le Soleil, se lèvent à l'est et se couchent à l'ouest, dans un grand mouvement apparent de rotation de l'ensemble de la voûte céleste. Ce phénomène est dû à la rotation de la Terre. A l'œil nu, le phénomène est peu évident sur une durée courte. En revanche, si l'on observe une étoile à l'aide d'un télescope, plus le grossissement sera élevé, plus l'étoile semblera se déplacer vite. Il faudra donc compenser son mouvement en permanence pour assurer une observation pendant quelques minutes, voire quelques secondes.
Cela est possible avec une monture azimutale, qui est conceptuellement plus simple, mais le suivi doit alors se faire par la rotation simultanée de l'instrument autour de deux axes. C'est envisageable (bien que peu pratique) en observation visuelle, lorsque le grandissement est modéré, mais plus difficile à réaliser précisément.
Le principe de la monture équatoriale consiste donc à aligner un des deux axes avec l'axe de rotation de la Terre (l'axe polaire). Le dispositif comporte deux avantages essentiels :
- le suivi du mouvement des objets célestes peut ainsi se faire avec un seul axe uniquement (appelé axe de déclinaison).

- L'axe de déclinaison opère une rotation de l'instrument autour de l'axe polaire, ce qui compense exactement le mouvement apparent des étoiles (qui « tournent » autour de l'axe des pôles). C'est ainsi tout le champ couvert qui tourne et s'adapte à la rotation de la Terre, alors qu'une monture azimutale ne suit finalement que le point situé exactement au centre de l'objectif, de sorte que les autres points décriront des arcs de cercles à l'intérieur de l'image. Le phénomène est limité pour l'astrophotographie en poses courtes, mais s'avère significatif sur plusieurs minutes, et lorsque la zone visée est proche du pôle.

## Description

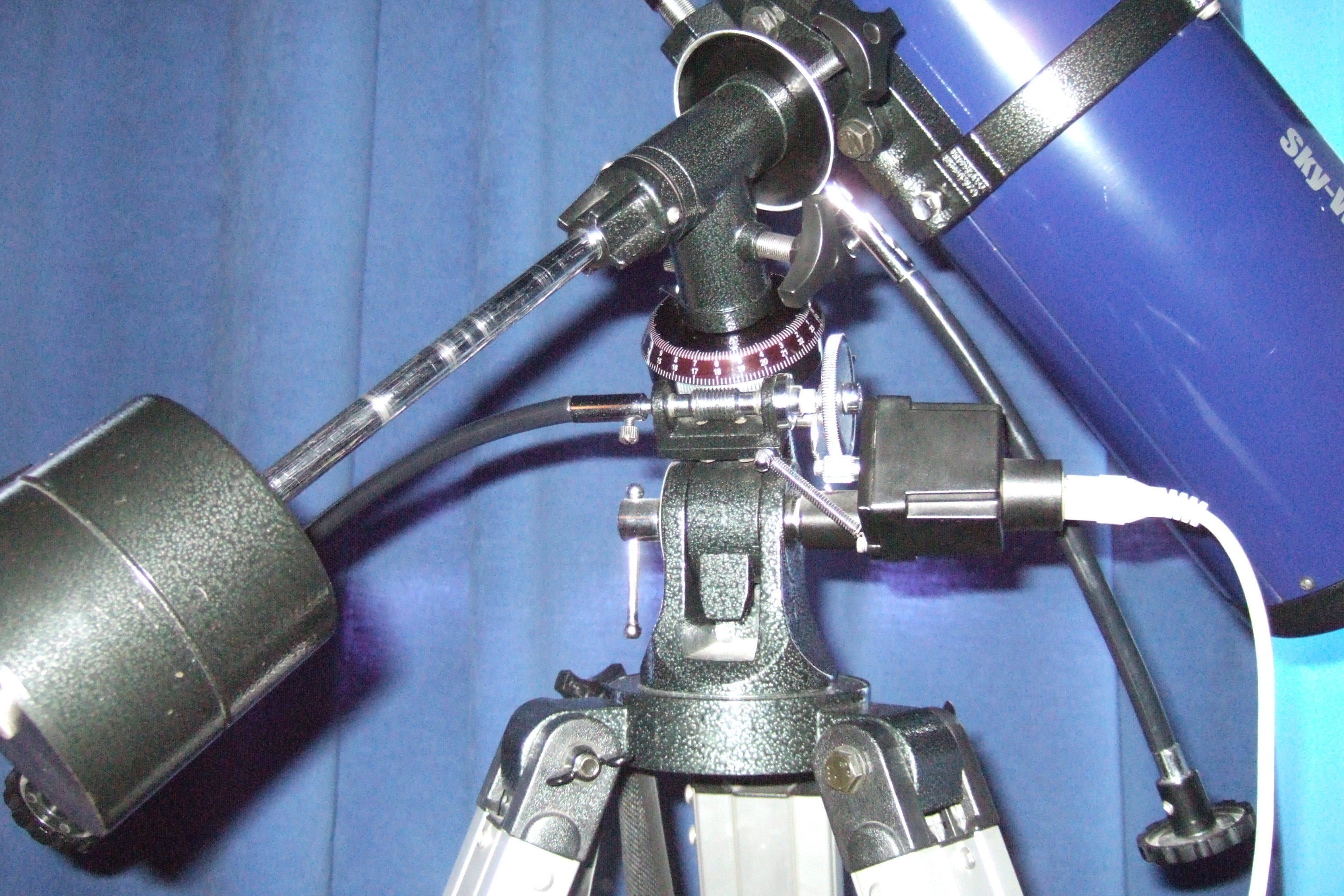
Une monture équatoriale type EQ-2 équipée d'un moteur sur un axe.

La monture équatoriale est constituée principalement d'un axe, dit axe polaire ou horaire ou ascension droite (AD), qui porte l'instrument d'observation (au moyen d'une fourche ou d'une platine munie d'une queue d'aronde). Cet axe est gradué en heures (0-24). L'axe des déclinaisons, perpendiculaire à l'axe polaire, est gradué en degrés (+90° à -90°).
Pour être opérationnelle, la monture équatoriale nécessite un réglage appelé mise en station, qui consiste à mettre en parallèle l'axe polaire de la monture avec l'axe de rotation de la terre (Nord géographique). Pour cela, on modifie l'inclinaison et l'orientation dans le plan horizontal de l'axe polaire. L'inclinaison dans le plan vertical correspond à la latitude du site d'observation. L'orientation de l'axe polaire de la monture doit pointer soit vers le Nord (dans l'hémisphère Nord) ou vers le Sud (dans l'hémisphère Sud).
Lorsque la monture est mise en station, l'axe polaire doit pointer vers le pôle céleste qui se trouve à trois quarts de degré de α Ursae Minoris, dite l'étoile polaire dans l'hémisphère nord, cet écart varie lentement avec le temps à cause de la précession des équinoxes. Cela signifie que l'axe polaire de la monture est parallèle à l'axe de rotation de la Terre. Ainsi, la rotation de l'instrument autour de cet axe permet de suivre l'ascension droite de la sphère céleste, et la rotation autour de l'autre axe change la déclinaison. Avec certains équipements, il est parfois nécessaire - en cours d'observation - d'effectuer un retournement de cet axe dans une position symétrique, opération parfois délicate.
À noter que cette mise en station peut s'effectuer avec l'aide d'un viseur polaire qui est en quelque sorte un chercheur placé à l'intérieur de l'axe polaire de la monture (ce qui est le cas en particulier pour les montures équatoriales allemandes). Ce dispositif permet grâce à un réticule spécifique gravé dans le viseur polaire de pointer aisément le pôle nord vrai pour mettre la monture correctement en station. On notera aussi que selon les fabricants ce réticule est différent : il peut être conçu pour être utilisé par triangulation sur trois étoiles ou encore exiger de l'utilisateur une orientation du dispositif en fonction de l'heure et de la longitude du lieu d'observation. Par conséquent, ces dispositifs généralement intégrés à la monture équatoriale sont rotatifs, et il y a donc lieu de temps à autre de vérifier que l'axe de rotation ne soit pas légèrement décalé par rapport à celui du corps de la monture (légers déplacements dus notamment aux transports du matériel astronomique). Le réglage de ce viseur polaire se fait généralement à l'aide de trois petites vis placées à 120°. À noter enfin que certains fabricants placent le viseur polaire à l'extérieur du corps de la monture. Celui-ci est alors déporté à l'aide d'un support à la manière d'un chercheur et oblige à des réglages de parallélisme plus fréquents. Cette disposition moins pratique reste néanmoins heureusement assez rare.
Sur les montures motorisées, un moteur électrique entraîne l'axe polaire en rotation, à une vitesse donnée : 1 tour par 24 heures pour le suivi du soleil, 1 tour par 23 h 56 min 4,09 s (qui est la durée du jour sidéral) pour le suivi du mouvement des étoiles, et un peu moins (-3,7 % en moyenne) pour le suivi de la lune.
La régularité et la précision ainsi que la qualité de la mise en station sont les critères indispensables pour faire de la photographie astronomique à long temps de pose.
Dans les montures plus élaborées, tous les axes sont motorisés. Un calculateur peut être couplé à un récepteur GPS (le GPS permet de connaître la longitude, la latitude et le temps du lieu d'observation à partir du Temps Universel), ce calculateur permet de corriger les erreurs de mise en station après la visée d'étoiles guides et autorise un pointage automatique vers l'objet à observer: il suffit d'entrer les coordonnées célestes de l'objet, ou de le sélectionner dans une liste. Ce type de monture automatisée est appelée plus communément monture « GOTO ».

## Types de montures
On distingue deux grandes familles de montures équatoriales : les montures allemandes d'une part, et les montures à fourches et anglaises de l'autre.

### Les montures allemandes

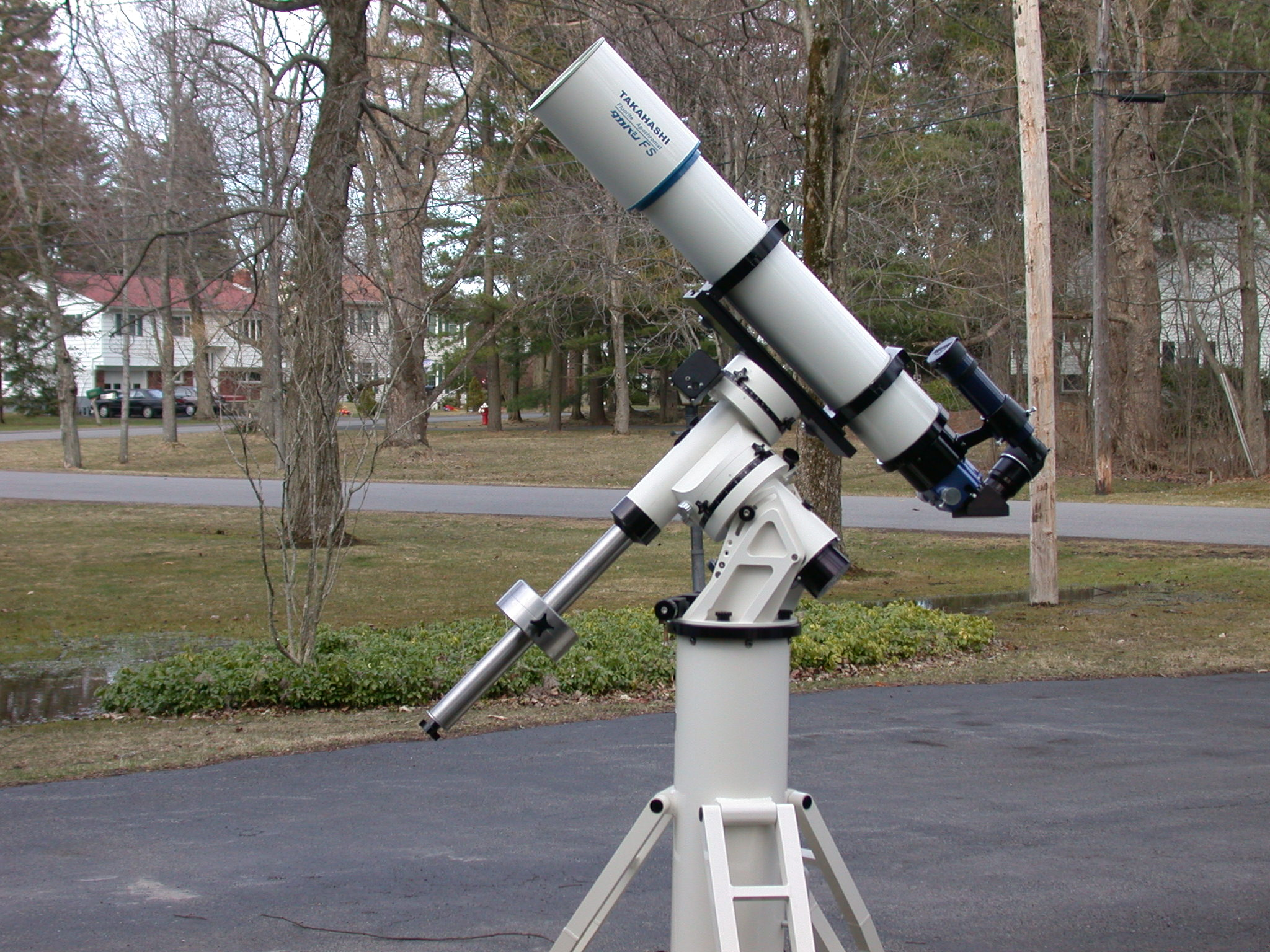
Monture équatoriale allemande légère.

La pièce principale est en forme de T dont la jambe correspond à l'axe polaire et la barre à l'axe des déclinaisons. Un contrepoids doit équilibrer le poids de l'appareil d'observation.
La monture allemande est très utilisée pour les télescopes de type Schmidt Cassegrain, les lunettes et les télescopes de type télescope de Newton de petites dimensions, en version manuelle ou motorisée. La monture elle-même est compacte et offre une bonne précision pour des tubes optiques suffisamment légers. Les limites de la monture allemande résident avant tout dans l'utilisation de contrepoids qui augmentent d'autant les charges (pour la monture elle-même et pour l'utilisateur s'il veut déplacer l'ensemble), et induisent des contraintes et flexions, nuisibles à la précision du suivi.
Les tubes longs peuvent aussi limiter les rotations en heurtant la monture en position extrême. Cela signifie donc qu'il est nécessaire de prévoir au préalable les positions à venir du tube par rapport à la monture durant une nuit d'observation, en particulier dans le cadre de la pratique de l'astrophotographie nécessitant l'utilisation de la monture orientée sur un même objet durant plusieurs heures de poses.

### Les montures à fourche et anglaises (aussi nommées montures à berceau)

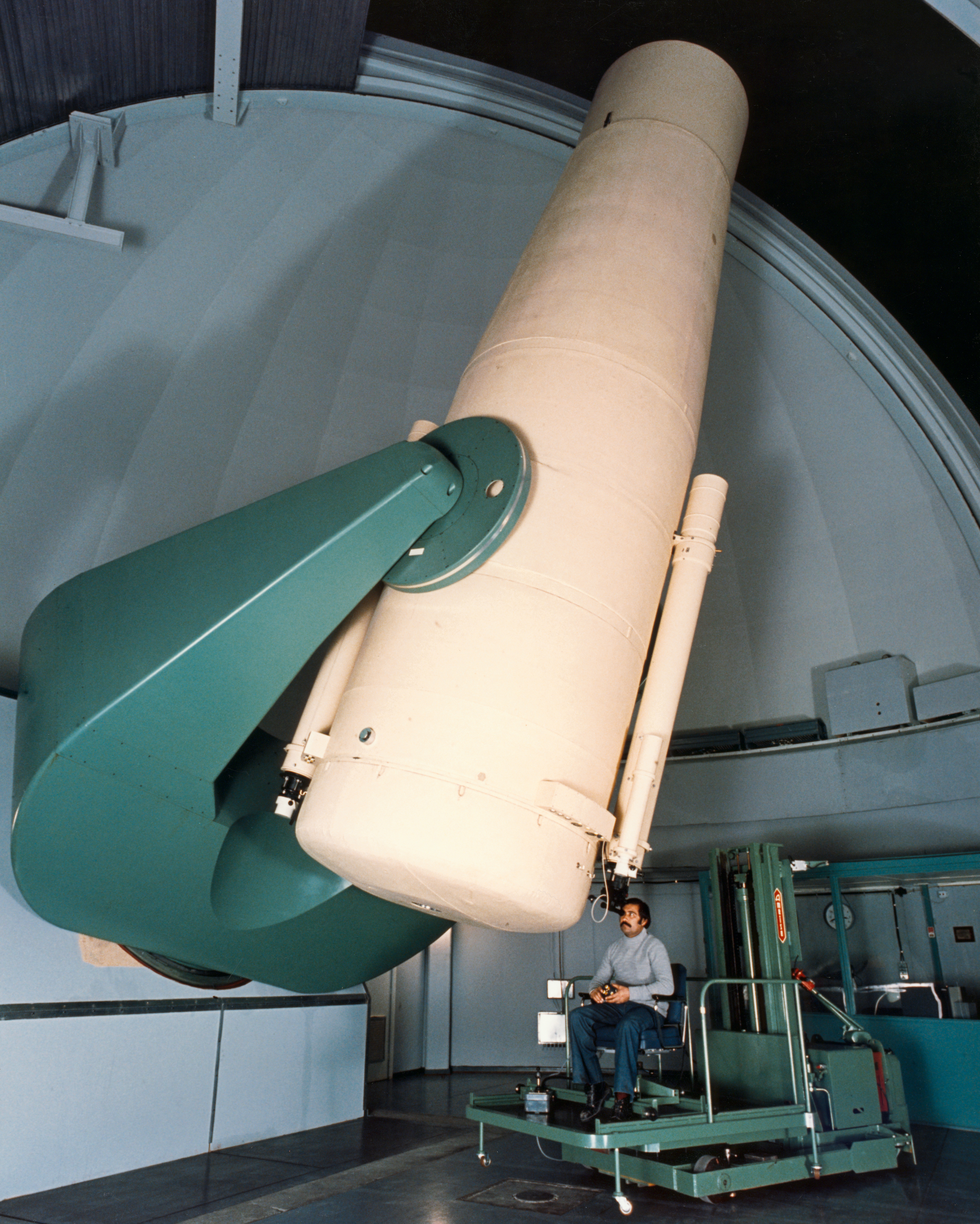
Téléscope de Schmidt de 1m de l'ESO, sur une monture équatoriale à fourche

La monture équatoriale à fourche est fondamentalement une monture azimutale dont l'axe d'azimut (vertical) est incliné pour se confondre avec l'axe polaire. 

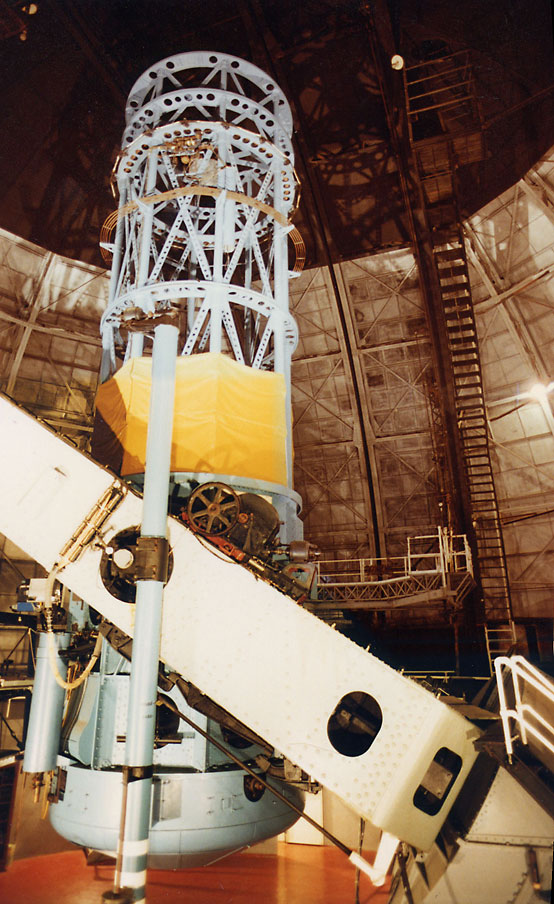
Télescope de Hooker (2,5 m) sur monture anglaise.

La monture anglaise correspond à une amélioration de la monture à fourche, proposé par un opticien anglais : Jesse Ramsden en 1791. Elle consiste à maintenir l'axe polaire par ses deux extrémités au lieu d'une seule, supprimant ainsi le porte-à-faux. La fourche devient ainsi un berceau. Le dispositif s'en trouve très encombrant, mais ses grandes qualités mécaniques et sa bonne stabilité permettent un excellent suivi, et lui ont valu d'être utilisé sur certains instruments de taille respectable (comme le télescope Hooker de 2,50 m de l'Observatoire du Mont Wilson). Il est à noter que sa conception lui interdit de viser les zones très proches de l'axe polaire, qui sont occultées par le support supérieur de l'axe. En pratique, ce type de monture n'est utilisé que sur des instruments fixes, pour lesquels le réglage de l'axe polaire est marginal.

### Autres types de montures équatoriales
La planche équatoriale ou table équatoriale est une monture simple, fabriquée par les astronomes amateurs. Différentes conceptions sont adaptées au type d'appareil d'observation qu'elle doit porter :

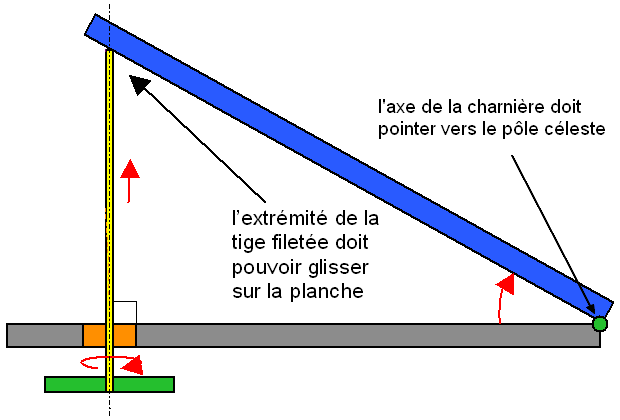

- pour un appareil photo ou un télescope léger (de courte focale), une planche équatoriale à vis : une tige filetée écarte deux planches qui pivotent autour d'une charnière dont l'axe est orienté vers le pôle céleste. De nombreuses variantes existent sur ce principe, dans le souci de réduire ou d'annuler l'erreur de suivi induite par la géométrie de l'engin (erreur de tangente).
- pour un télescope de Dobson, une table équatoriale à secteur lisse, selon le principe développé dans les années 1970 par Adrien Poncet.